# 데 아키텍투라

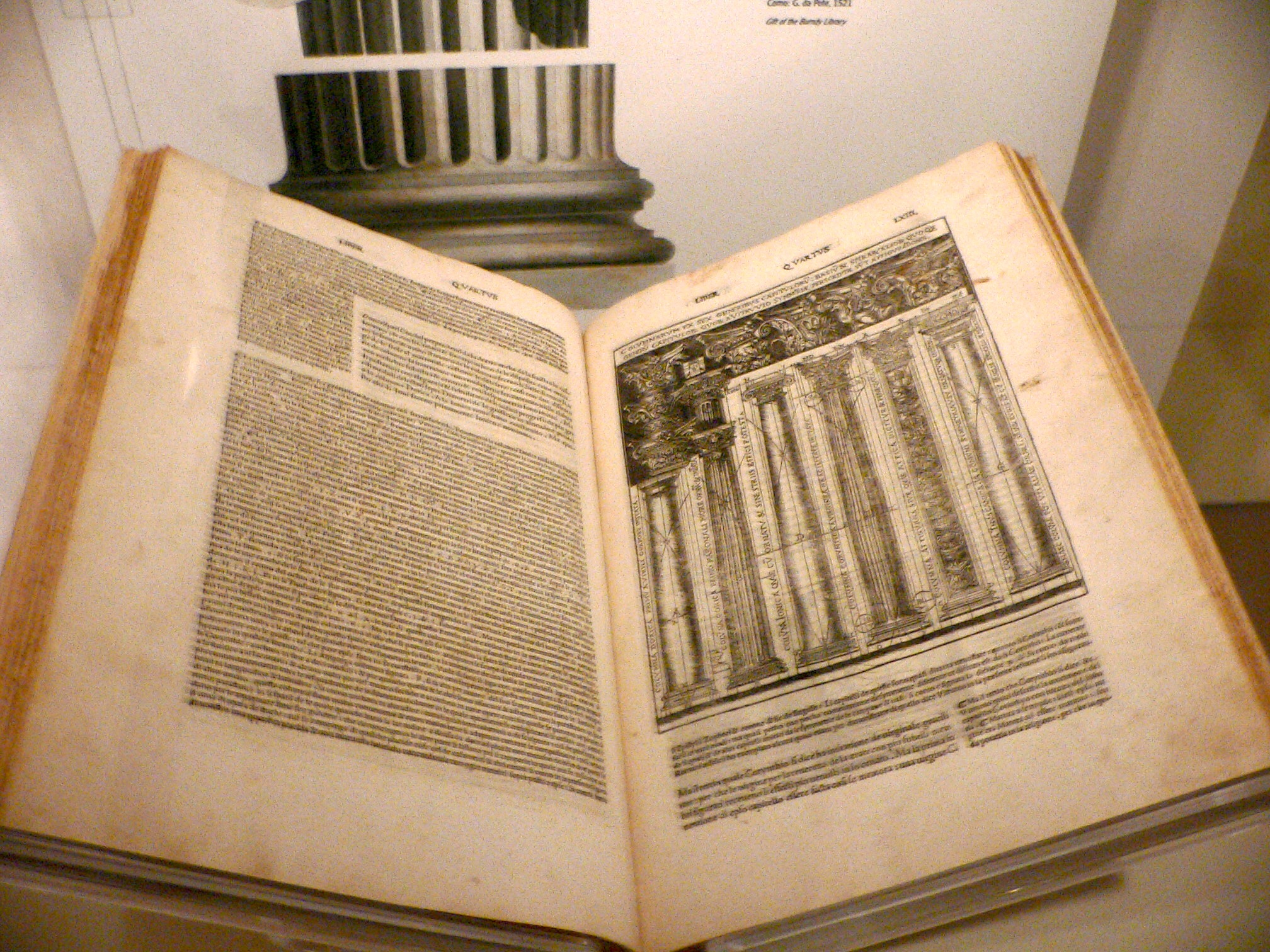
체사레 세사리아노(Cesare Cesariano)가 번역하고 그림을 그린 데 아키텍투라의 1521년 이탈리아어 판

데 아키텍투라(De architectura, 건축에 관한 10권의 책, 건축십서, 건축에 관하여)는 로마의 건축가이자 군사 기술자인 마르쿠스 비트루비우스 폴리오가 쓴 건축에 관한 논문으로 그의 후원자 카이사르 아우구스투스 황제에게 건축 프로젝트의 지침으로 헌정되었다. 고대부터 남아 있는 유일한 건축에 관한 논문으로, 르네상스 이후 건축 이론에 관한 최초의 책이자 고전주의 건축의 정경에 대한 주요 자료로 여겨져 왔다.
여기에는 그리스와 로마 건물에 대한 다양한 정보뿐만 아니라 군사 캠프, 도시 및 대형(수로, 건물, 목욕탕, 항구) 및 소형(기계, 측정 장치, 장비) 구조물의 계획 및 설계에 대한 처방이 포함되어 있다. 비트루비우스는 십자가 높이뛰기, 돔, 콘크리트 및 로마 제국 건축과 관련된 기타 혁신이 개발되기 전에 출판했기 때문에 그의 10권의 책은 로마 건축 설계 및 기술의 이러한 독특한 혁신에 대한 정보를 제공하지 않는다.
본문에 언급된 내용을 통해 우리는 원본에 최소한 몇 개의 삽화(8개 또는 10개)가 있었지만 아마도 중세 사본에는 그중 하나만 남아 있었을 것으로 본다. 이러한 결함은 16세기의 인쇄판에서 보완되었는데, 인쇄판에는 많은 큰 판이 그려져 있었다.

## 같이 보기
- 건축 사서
- 가이우스 플리니우스 세쿤두스
- 로마 건축
- 로마의 공학